# David Hilmers
David Carl Hilmers (Clinton, 28 de janeiro de 1950) é um ex-astronauta norte americano veterano de quatro missões espaciais.
Formado em engenharia elétrica e medicina entrou para o Corpo de Fuzileiros Navais dos Estados Unidos em julho de 1972. Fez o curso de piloto e voou no caça-bombardeiro Grumman A-6 Intruder como navegador-bombardeador. Foi selecionado para o curso de astronautas da NASA em julho de 1980 e graduou-se em agosto de 1981. Trabalhou em várias funções em terra até 3 de outubro de 1985 quando foi ao espaço na STS-51-J Atlantis, missão especial e de objetivo não revelado do Departamento de Defesa dos Estados Unidos.
Sua segunda missão foi na STS-26 Discovery em 29 de setembro de 1988, a primeira missão depois da tragédia da Challenger, que colocou em órbita o Tracking and Data Relay Satellite (TDRS-C). Terceira missão, STS-36 Atlantis, em 28 de fevereiro de 1990, mais uma missão com objetivos não-declarados do Departamento de Defesa dos Estados Unidos. Sua quarta e última missão foi a  STS-42 Discovery em 22 de janeiro de 1992, que levou ao espaço o Laboratório Internacional de Microgravidade 1, para a investigação dos efeitos da microgravidade em 55 experimentos científicos de onze países.
Em todos seus voos Hilmers serviu como especialista de missão, acumulando um total de 493 horas no espaço.